# Wolfgang Möhrig-Marothi
Wolfgang Möhrig-Marothi (geb. Wolfgang Möhrig; * 1947 in Johanngeorgenstadt) ist ein deutscher Schriftsteller und Herausgeber.

## Leben
Der aus dem Erzgebirge stammende Wolfgang Möhrig erlangte in Aue die Mittlere Reife und absolvierte von 1964 bis 1966 eine Einzelhandelslehre mit Fachschulreife. Im Anschluss übernahm er die Leitung einer Verkaufsstelle in Eibenstock. In dieser Zeit legte er extern das Abitur ab, um im Anschluss bis 1975 Evangelische Theologie an der Universität Greifswald und der Hochschule Erfurt zu studieren. So verließ er die DDR und lebte lange Zeit in Bamberg. 1979 erschien sein Erstlingswerk, die Hexen-, Zauber- und Spukgeschichten aus dem Blocksberg von Johannes Praetorius. Nach 1990 kehrte Wolfgang Möhrig nach Sachsen zurück, wo er als freischaffender Schriftsteller zunächst in Johanngeorgenstadt, dann in Jägersgrün und zuletzt in Kottenheide im Vogtland lebt. Schwerpunkt seiner Veröffentlichungen ist die Herausgabe von Sagen, darunter Miriquidis Raunen. Sächsische und böhmische Sagen aus dem westlichen Hocherzgebirge (Johanngeorgenstadt und Umgebung) (7 Bände, 1988–2018). Bleibende Verdienste erwarb er sich u. a. durch die Neuherausgabe der Werke von Christian Gottlob Wild. Der weise Mann von Lichtentanne. Autobiographie eines sächsischen Hellsehers. Curt Münch (1882-1966), im Auftrag von Dr. rer. nat. Gert Kreiselmeier (Chemnitz) herausgegeben von Wolfgang Möhrig-Marothi (Kottenheide) erschien  2020.